# Paul Abela
Paul Abela (* 1. März 1954 in Detroit, Michigan, USA) ist ein maltesisch-britisch-amerikanischer Popmusiker, Komponist und Dirigent. Er war in den Jahren 1991, 1992, 1996 und 2001 als Komponist bzw. Dirigent am Eurovision Song Contest beteiligt.

## Leben

### Kindheit
Abela wurde als Kind maltesischer Eltern in Detroit geboren und besaß daher neben der britischen und maltesischen Staatsbürgerschaft auch die der Vereinigten Staaten. Sein Vater war nach dem Zweiten Weltkrieg wie viele seiner Landsleute in die Vereinigten Staaten gezogen, um dort Arbeit zu finden, die es auf Malta zu jener Zeit nicht gab. Er blieb zwölf Jahre in Detroit, wo er zuerst für die Ford-Werke und später für einen Pharmahersteller arbeitete. Im Jahr 1957 ging die Familie zurück nach Malta und ließ sich in Mosta nieder, wo der Vater ein Lebensmittelgeschäft eröffnete.

### Karriere als Musiker
Durch seinen Onkel, der als berufsmäßiger Schlagzeuger in Kanada lebte, kam Paul Abela mit der Musik in Berührung. Paul lernte Akkordeon und wechselte mit dreizehn Jahren zum Klavier. Noch im selben Jahr 1967 wurde er Mitglied einer Musikgruppe namens New Cuorey, die den Sommer über in einem Hotel an der Mellieħa Bay auftrat, und spielte dort die elektronische Orgel, die durch Bands wie Procol Harum populär geworden war.
Es gelang Paul Abela, einer der wenigen Berufsmusiker des maltesischen Archipels zu werden. Während der elf Jahre (1967–1978), die er im New-Cuorey- Quartett spielte, produzierte die Gruppe mehrere Singles in englischer Sprache, hauptsächlich zum Verkauf an Hotelgäste, aber auch auf Maltesisch für den heimischen Plattenmarkt. Mit dem maltesischen Song Bħal daż-żmien konna flimkien gelang es ihnen 1973, einen Nummer-1-Hit in Malta zu erreichen, ebenso 1976 mit L-aħħar bidwi f'wied il-għasel. Beide Titel hatte Paul Abela zusammen mit dem in Mosta lebenden Texter Alfred C. Sant geschrieben. Der Song von 1976 wurde von Claudio Baglioni auch auf Italienisch eingespielt. Sant und Abela arbeiteten ferner bei dem Lied Live for tomorrow zusammen, das bei der maltesischen Ausscheidung für den Eurovision Song Contest 1975 von Mary Spiteri gesungen wurde und auf den zweiten Platz kam.
In den Jahren 1972 und 1973 nahm Paul Abela Privatunterricht in Komposition bei Charles Camilleri. Zusammen mit seinem Freund Charles Gatt, einem Jazzmusiker, schrieb er sich 1978 am renommierten Berklee College of Music in Boston (Massachusetts) ein und schloss dies drei Jahre später mit einem Diplom ab. Als er 1981 nach Malta zurückkehrte, erhielt er sogleich das Angebot, zusammen mit dem Texter Ray Mahoney eine Rockoper über wichtige Stationen der Geschichte Maltas zu schreiben. Ġensna (maltesisch für „Unsere Nation“) wurde das erfolgreichste Musical in maltesischer Sprache. Es wurde 35-mal im ausverkauften Valletta Conference Centre vor jeweils 1000 Zuhörern aufgeführt, ferner bei einer Freiluftaufführung im megalithischen Tempel von Ħaġar Qim. Seit seiner Uraufführung erlebte Ġensna mehrere Neuinszenierungen. Paul Abela schrieb in den folgenden Jahren weitere Musicals, darunter Bastilja (Bastille), Ali Baba, Taħt tliet saltniet sowie 1565 über die Belagerung von Malta in jenem Jahr.
Abela lehrte von 1985 bis 2008 an der staatlichen Johann Strauss School of Music in Valletta, die später in Malta School of Music umbenannt wurde. Er leitet das Malta Concert Orchestra der Pjazza Teatru Rjal.

### Familie
Paul Abela ist seit dem 2. Oktober 1986 verheiratet mit der Sängerin und Komponistin Georgina Abela, sie haben einen Sohn, Ryan Abela, der ebenfalls Musiker ist.